# M88裝甲救濟車

M88裝甲救濟車（M88 Recovery Vehicle）是美軍目前使用最大的裝甲救濟車之一。目前有三種型號，M88、M88A1和M88A2 HERCULES（重型設備救濟作戰實用提升系統）。截至2000年，M88A2的更換成本約為2,050,000美元。

## 備註
1. ↑  . Federation of American Scientists (FAS). 6 February 2000  [24 June 2011]. （原始内容存档于2012-01-29）.

## 外部連結
- M88A2 Factsheet on BAE Systems website （页面存档备份，存于）
- M88 data on Global Security website （页面存档备份，存于）
- M88 Recovery Vehicle （页面存档备份，存于）